# Dureza Rockwell
...

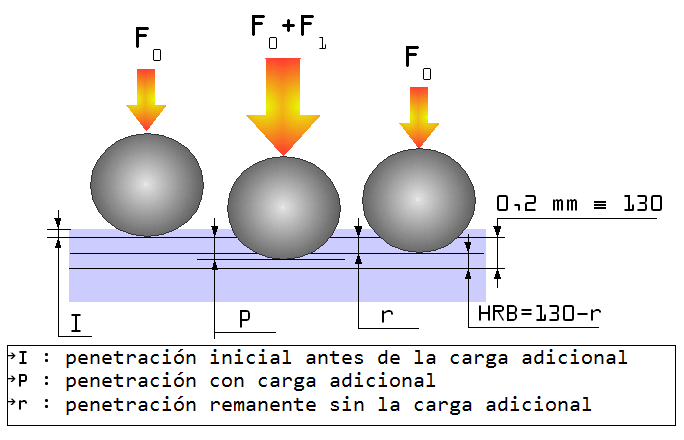
Muestra del funcionamiento del ensayo Rockwell. El penetrador precarga, luego carga, y luego descarga; la relación entre la precarga más la carga y la descarga indica la dureza del material.

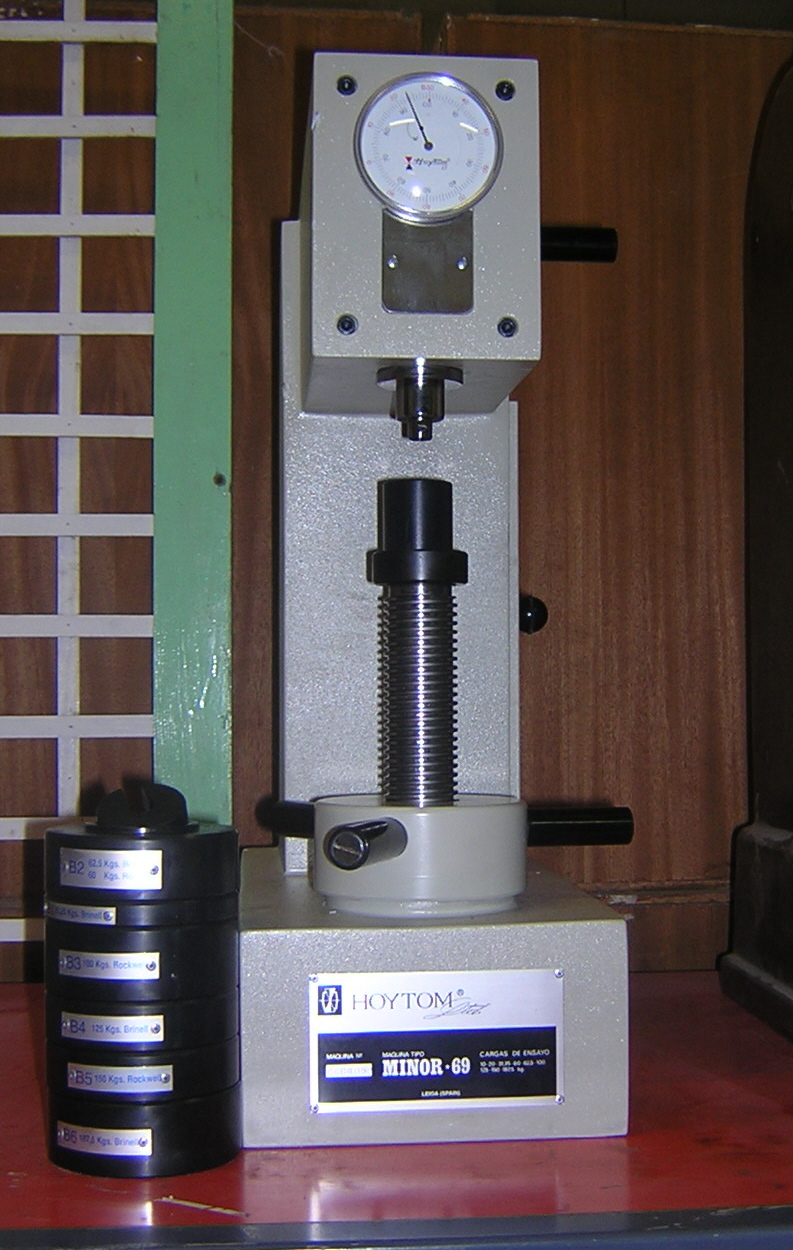
Durómetro

La dureza Rockwell o ensayo de dureza Rockwell es un método para determinar la dureza, es decir, la resistencia de un material a ser penetrado. El ensayo de dureza Rockwell constituye el método más usado para medir la dureza debido a que es muy simple de llevar a cabo y no requiere conocimientos especiales. Se pueden utilizar diferentes escalas que provienen de la utilización de distintas combinaciones de penetradores y cargas, lo cual permite ensayar prácticamente cualquier metal o aleación. Hay dos tipos de penetradores: unas bolas esféricas de acero endurecido (templado y pulido) de 1/16, 1/8, ¼ y ½ pulg, y un penetrador cónico de diamante con un ángulo de 120° ± 30′ y vértice redondeado formando un casquete esférico de radio 0,20 mm (Brale), el cual se utiliza para los materiales más duros.
El ensayo consiste en disponer un material con una superficie plana en la base de la máquina. Se le aplica una precarga menor de 10 kg, básicamente para eliminar la deformación elástica y obtener un resultado mucho más preciso. Luego se le aplica durante unos 15 segundos una fuerza que varía desde 60 a 150 kg a compresión. Se desaplica la carga y mediante un durómetro Rockwell se obtiene el valor de la dureza directamente en la pantalla, el cual varía de forma proporcional con el tipo de material que se utilice. También se puede encontrar la profundidad de la penetración con los valores obtenidos del durómetro si se conoce el material.
Para no cometer errores muy grandes el espesor de la probeta del material en cuestión debe ser al menos diez veces la profundidad de la huella. También decir que los valores por debajo de 20 y por encima de 100 normalmente son muy imprecisos y debería hacerse un cambio de escala.
El cambio de escala viene definido por tablas orientativas, puesto que no es lo mismo analizar cobre que acero. Estas tablas proporcionan información orientativa sobre qué escala usar para no dañar la máquina o el penetrador, que suele ser muy caro.
Esfera de 1/8 pulgada
150
Aplicaciones análogas al tipo anterior.

## Nomenclatura
Las durezas Rockwell y Rockwell superficial vienen dadas por la siguiente fórmula:
donde:
- {\displaystyle n} es el valor de dureza obtenido;
- {\displaystyle {\text{HR}}} es el identificador del ensayo Rockwell;
- {\displaystyle {\text{(Letra)}}} va a continuación de {\displaystyle {\text{HR}}} y es la letra correspondiente a la escala usada.

Un ejemplo para un material en el que se obtiene en el ensayo una dureza de 60 y se ha usado la escala B sería:
Detalles:
- Para materiales muy duros, se emplea un cono con punta de diamante de 120° y una carga de 60 kg, se simboliza HRA.
- Para aceros de baja resistencia se emplea una bola de acero extraduro de 1/16" y una carga de 100 kg, se simboliza HRB.
- Para aceros de alta resistencia se emplea un cono con punta de diamante de 120° y una carga de 150 kg, se simboliza HRC.
- Para la medida superficial de un material en el que ha aplicado un esfuerzo de 30 kg con bola de 1/16 pulgadas: